# Droit ghanéen
Le droit ghanéen est le droit appliqué au Ghana depuis l'indépendance du Royaume-Uni le 6 mars 1957.

## Histoire du droit ghanéen
La présence britannique en Côte-de-l'Or était, à l’origine, garantie par la présence des marchands et commerçants. Ce n’est qu'en 1844 que le Capitaine Hill, exerçant les fonctions de gouverneur, signa un traité avec les chefs côtiers fantis pour maintenir les routes commerciales ouvertes et les protéger des incursions ashantis. Ce traité, l'Obligation de 1844, demandait aux chefs de renvoyer les affaires concernant les crimes sérieux, tels que le meurtre ou les vols, à la juridiction britannique. Ceci posa les bases de la colonisation de la zone côtière. Le contrôle britannique s'est graduellement étendu sur les autres petits États africains et communautés le long de la côte. Le système de juridiction irrégulière fut alors formalisé avec l’établissement d'une Cour suprême de la Côte-de-l’Or en 1853.
Dix ans plus tôt, en 1843, le British Settlements Act avait donné à la Couronne le pouvoir « d'établir les lois, institutions et ordonnances et de constituer les cours et offices jugés nécessaires pour le maintien de la paix, de l’ordre et de la bonne gouvernance ».
En 1876, le Gold Coast Supreme Court Ordinance fut adopté. L'article 14 disposait que la common law, les doctrines de l’équité, et les lois d'application générale en vigueur en Angleterre à la date à laquelle la colonie obtint une législature locale, c'est-à-dire le 24 juillet 1874, devaient être dans la juridiction de la Cour. L'article 19 prévoyait aussi pour l’application du droit coutumier dès lors qu'il était conforme au principe de justice naturelle, d'équité et de bonne conscience et qu'il était conforme aux actes adoptés par la législature coloniale.

## Sources du droit
L'article 11 de la Constitution dispose que les sources du droit ghanéen sont : la Constitution elle-même, la législation, les règlements, les lois qui étaient en vigueur juste avant l’entrée en vigueur de la Constitution de 1992 et la common law.

### Constitution
Depuis la première Constitution républicaine de 1960, le Ghana a eu trois Constitutions : celle de 1969, celle de 1979 et celle de 1992.
L'article 11(5) dispose que les lois existantes ne doivent pas être affectées par l’entrée en vigueur de cette Constitution. En revanche, l'article 11(6) précise qu'elles doivent être interprétées, adaptées, et qualifiées en conformité avec la Constitution.

### Législation et lois en vigueur en 1992
L'article 106(11) de la Constitution de 1992 dispose qu'un projet de loi ne devient une loi avant d'être publié au journal officiel. La législation prend des noms différents en fonction du régime qui les a adoptés, ainsi :
- les lois votées par le Parlement actuel et les Parlements sous les précédentes Constitutions sont appelées « Acts ».
- les lois adoptées sous les régimes militaires sont appelées « Decrees » à l'exception de celles adoptées par le Conseil provisoire de défense nationale qui étaient appelées « Laws ».
- les lois adoptées lors de la période coloniale, appelées « Ordinances ».

Il n'y a pas de bases jurisprudentielles permettant de les différencier sur la terminologie. Toutes les lois continuent à être appliquées tant qu'elles ne sont pas supprimées ou abrogées.

### Législation subsidiaire
L'article 11(7) dispose que la législation subsidiaire comprend les instruments législatifs, exécutifs, constitutionnel, les notes règlementaires des ministères, départements et agences gouvernementales adoptés par délégation d'un pouvoir conféré par la Constitution.

### Common law
Selon l’article 11(2) de la Constitution du Ghana, l'expression « common law » fait référence à la common law anglaise, aux doctrines anglaises de l’équité mais aussi au droit coutumier. Le droit coutumier est défini comme la règle de droit par lequel la coutume est applicable à une communauté ghanéenne particulière.

## Sources

## Compléments